# Microsoft SharePoint Online
Microsoft SharePoint Onlineは、マイクロソフトが開発したグループウェア/ポータルサイトのサーバー製品であるMicrosoft SharePoint Serverをマイクロソフト自身がホスティングをして提供しているクラウドコンピューティング型のサービス。Microsoft Office 365のブランドで提供されているサービスの一部。マルチテナント型と専有型の2種類の形態がある。現在はSharePoint Server 2013をホスティングしたサービスとなっている。